# Luis Fernández
Luis Miguel Fernández Toledo (pronunție în franceză [lwis fɛʁ.nɑ̃.dɛz]; n. 2 octombrie 1959 în Tarifa, Spania), cunoscut simplu ca Luis Fernández, este un fost fotbalist și actual antrenor de fotbal francez. Ca fotbalist, Fernández juca pe postul de fundaș sau mijlocaș. La încheierea carierei de fotbalist, în 1993, el a devenit antrenor.
Luis Fernández a fost jucător la AS Cannes și Paris Saint-Germain, iar ulterior a devenit și antrenor al acestor cluburi. De asemenea Fernández a mai activat ca antrenor la echipa națională de fotbal a Israelului, la clubul Athletic Bilbao și la alte cluburi. El este cel care l-a adus pe Ronaldinho în Europa.

## Palmares

### Jucător
PSG
- Coupe de France (2): 1982, 1983

Finalist: 1985
- Ligue 1: 1986

Franța
- Campionatul European de Fotbal: 1984
- Trofeul Artemio Franchi: 1985

### Antrenor
PSG
- Coupe de France: 1995
- Coupe de la Ligue: 1995
- Trophée des Champions: 1995
- Cupa Cupelor UEFA: 1995–96
- Cupa UEFA Intertoto : 2001
- Ligue 1

Vice-campion: 1996
Athletic Bilbao
- La Liga

Vice-campion: 1997–98